# Moha Rharsalla
Moha Rharsalla Khadfi, né le 15 septembre 1993 à Oujda au Maroc, est un footballeur hispano-marocain évoluant au poste d'ailier.

## Biographie

### En club
Moha naît à Oujda au Maroc. Il immigre à un très jeune âge en Espagne et se lance dans une carrière footballistique avec le club amateur du Granada 74-Zaidín.
En 2014, il s'exile en Ukraine avec l'équipe de l'Olimpik Donetsk. Il joue avec ce club 69 matchs en première division, inscrivant 12 buts, et découvre également la Ligue Europa.

### En sélection
Le 1re octobre 2020, il reçoit sa première convocation internationale pour représenter l'équipe nationale du Maroc à l'occasion de deux matchs amicaux face au Sénégal et la République démocratique du Congo.

## Palmarès
- Vice-champion de Slovaquie en 2018 avec le ŠK Bratislava
- Vainqueur de la Coupe de Slovaquie en 2018 avec le ŠK Bratislava